# Hans Canon
Pour les articles homonymes, voir Canon.
Hans Canon, né le 15 mars 1829 à Vienne (Autriche) et mort à Vienne le 12 septembre 1885, est un peintre autrichien.

## Biographie
Hans Canon étudie à partir de 1845 à l'académie des beaux-arts de Vienne, auprès notamment de Ferdinand Georg Waldmüller et Carl Rahl. Il est officier de cuirassiers en 1855 dans l'armée impériale et ouvre ensuite un atelier. Il fait des voyages d'études en Italie, en France, en Angleterre et en orient. Il demeure à Carlsruhe de 1860 à 1869 où il épouse Katharina Buchhold en 1866.
Hans Canon habite de 1869 à 1874 à Stuttgart et retourne en 1874 à Vienne. Il épouse en secondes noces Annemarie Veranneman van Watervliet, en 1882. Il meurt trois ans plus tard et il est inhumé à Vienne au cimetière évangélique de Matzleinsdorf dans le district de Favoriten.
Hans Canon est un peintre d'histoire et un portraitiste dans la mouvance d'Hans Makart. Il s'inspire de Rubens et du Titien. En plus de ses huiles, Canon est l'auteur de fresques monumentales pour des bâtiments officiels du centre de Vienne.
Il eut comme élève Wilhelm Trübner.

## Source
- (de) Cet article est partiellement ou en totalité issu de l’article de Wikipédia en allemand intitulé « Hans Canon » (voir la liste des auteurs).